# Kudyński Bór
Kudyński Bór (pronunciación en polaco: /kuˈdɨj̃skʲi ˈbur/; en alemán: Komthurwald) es un pueblo ubicado en el distrito administrativo de Gmina Pasłęk, dentro del Distrito de Elbląg, Voivodato de Varmia y Masuria, en Polonia del norte. Se encuentra aproximadamente a 9 kilómetros al sureste de Pasłęk, a 26 kilómetros al sureste de Elbląg, y a 55 kilómetros al noroeste de la capital regional Olsztyn.
Antes de 1945, el área fue parte de Alemania (Prusia Oriental).